# Day of Defeat
Day of Defeat (сокр. DoD; с англ. — «День поражения», предположительно по аналогии с Днём Победы) — популярная модификация Half-Life, представляющая собой сетевой командный шутер от первого лица, действия которого разворачиваются в Европе времён Второй мировой войны. Источником вдохновения авторов при создании игры послужил фильм «Спасти рядового Райана». В более поздних версиях модификации даже были использованы звуковые эффекты из этого фильма. В 2005 году была выпущена новая часть, Day of Defeat: Source.

## Разработка
Проект Day of Defeat зародился в 2001 году как пользовательская модификация Half-Life. Получив множественные положительные отзывы, команда разработчиков не стала останавливаться на достигнутом, чем и заслужила приглашение работать в Valve Software. В мае 2003 года свет увидела первая версия (1.0) DoD под авторством Valve, которую позже поправили (1.1), чтобы распространять через Steam. Сейчас Steam является обязательным для игры в Day of Defeat. 26 сентября 2005 года серия перешла на движок Half-Life 2 — Source Engine — с игрой Day of Defeat: Source.
В самой первой выпущенной версии, тогда ещё, модификации (когда классы включали в себя только Силы поддержки (англ. Support Infantry), Сержанта (англ. Sergeant), Стрелка (англ. Rifleman) и Снайпера (англ. Sniper)) выбор класса влиял на скорость передвижения. Стрелки бегали быстрее всех, Силы поддержки были самым медленным классом. Сержант обладал усредненным значением скорости.
С выходом версии Beta 2.0 в октябре 2001 года различия в скорости бега отпали сами собой в силу расширения числа классов. Так, появился класс Штаб-Сержант (англ. Staff Sergeant) у Союзников, в арсенале которого имелся Карабин M1. Снайперское ружьё вермахта Gewehr 43 из версий Beta 1.x было заменено на Karabiner 98k с прицелом, дабы улучшить баланс снайперских классов у противоположных команд. Сверх этого, обе стороны получили в своё распоряжения пулеметы (Калибр .30 у Союзников и MG 34 или MG 42 у Сил Оси), что привнесло в игру новый тактический элемент. Добавилось и так называемое покачивание головы и оружия, из-за которого игроки больше не могли вести точную стрельбу на бегу: прицел ходил из стороны в сторону и разброс пуль увеличивался. Чтобы стрелять точнее, приходилось останавливаться. Ещё больше усложняла атаку появившаяся отдача, уменьшавшаяся, если игрок сидел или лежал.
Несколько серьёзных изменений принёс релиз Beta 3.0 в июле 2002 года. Появился союзнический класс Сержант, обладавший M3 «Grease Gun», а также новый игровой режим — Para. Он был схож с Counter-Strike: игроки, родившись единожды, не перерождались до конца раунда. Силам Оси предложили на выбор две версии мощного и оглушительно громкого FG 42 Fallschirmjäger (на сошках или с прицелом); дали возможность выбирать Gewehr как класс, чтобы бороться с полуавтоматическим M1 Garand Союзников.
После этого Valve объявила Day of Defeat официальной модификацией и выпустила в мае 2003 года полную версию 1.0 со множеством изменений относительно Beta-релизов. Коробочное издание распространяла Activision, хотя владельцы Half-Life могли скачать модификацию бесплатно. Специально для выпуска через Steam была создана версия 1.1.
Главным изменением коммерческого релиза можно считать увеличившуюся скорость игры, что позволяло привлечь новых игроков. Опция Friendly-fire (отвечает за возможность убийств друг друга игроками одной команды) по умолчанию стала отключена; была добавлена миникарта, отображавшая товарищей по команде и брошенные гранаты, так же как и были добавлены иконки над головами однополчан и врагов в стиле Battlefield. Всплывающие сообщения-подсказки, произносимые псом в шлеме (в стиле, аналогичном стилю Помощника в Microsoft Office), то же появились в версии 1.0. Кровотечения — одна из основных особенностей бета-версий — была убрана из игры, так как тестирования выявили: новые игроки с трудом воспринимали идею того, что надо нажимать на кнопку перевязки в случае, когда здоровье не восстановимо. Ночные карты последовали за кровотечениями, по причине наименьшей популярности среди карт Beta-релизов. Наконец, в версию 1.0 были добавлены функция автоперезарядки (по умолчанию, включена), несколько новых и полные переработки старых карт (например, Анцио (dod_anzio)).
Поначалу, опытные игроки почувствовали, что M1 Гаранд был ослаблен, что сдвинуло баланс на сторону Вермахта. Позже выяснилось, что были проблемы с зонами попадания, из-за которых многие выстрелы достигали разные части тела, нанося меньшее повреждение. С версии 1.0 были представлены Британские войска, однако, им выделялось только 3 официальных карты и 5 игровых классов. Американская Базука, Немецкий Панцершрек и Британский PIAT стали отдельными классами с версии 1.2, кроме того, разрабатывался класс «Миномётчик», но он так и не появился. Карты вида Para сохранились, но задачи карты стали стандартными — захват флага или уничтожение цели. Небольшим дополнением в официальном релизе стали сошки для Браунинг M1918, благодаря которым игрок мог установить его на тех же позициях, что и пулемётчик или обладатель FG 42.
В середине марта 2013 года выпущены версии Day of Defeat и Day of Defeat: Source для Linux.

## Игровой процесс

### Карты и игровые режимы
Официальные карты Day of Defeat посвящены известным эпизодам Западного Фронта Второй мировой войны. Так, присутствуют игровая реализация высадки в Нормандии на пляже Омаха (dod_charlie), городские бои в итальянских городах Салерно и Анцио в ходе Операции «Аваланч» (dod_avalanche и dod_anzio).
Созданные игроками карты предоставляют более широкий спектр военных локаций: добавлены ключевые битвы в Центральной Европе, в СССР. Энтузиасты перенесли в DoD популярные карты Counter-Strike (de_dust, de_aztec, cs_office и др.). Для них подчас создавали отдельные игровые сервера.
Некоторые пользовательские карты использовали иной принцип геймплея, нежели официальные: от игроков требовалось поочередно уничтожать препятствия (взрывом динамита или выстрелом ракетной установки), чтобы продвинуться до какой-либо конечной цели. Подобные препятствия обычно представляли собой стену с очевидным разломом.
Несмотря на модификации, популярными оставались основные игровые режимы с конкретными задачами. На большинстве карт эти задачи схожи для обеих команд, хотя присутствуют и такие, на которых разным сторонам предстоит достигать различных целей.
Ниже описаны все игровые режимы Day of Defeat, однако, некоторые из них со временем были исключены из продукта.
- Завоевание (англ. Conquest Mode) или Захват Флага (англ. Capture the Flag)

Игроки противоположных команд должны захватить и удерживать флаги, которые расположены в некотором количестве на карте. Некоторые флаги способен забрать один игрок и всего за секунду, другие же требуют нескольких однополчан и длительного времени. Чтобы захватить флаг, игрок(и) должен(ны) находиться в специальной зоне захвата, расположенной вокруг флага.
Флаги бывают разных цветов: Серые — ничейные, Красные — принадлежат вермахту, Зелёные или Британские — принадлежат Союзникам. На некоторых картах (например, dod_charlie) единожды занятые точки невозможно перезахватить сопернику до начала следующего раунда.
- Уничтожение цели (англ. Destroy Target)

Атакующей команде необходимо уничтожить определённые цели на карте, обороняемые соперником. Цели уничтожаются с помощью взрывчатки, которую можно взять на респауне или с трупа убитого товарища. Чтобы установить бомбу, надо находиться в зоне минирования. Раз установленная бомба не может быть разминирована и взорвется через отмеренное ей время. Иногда цели (в частности, танки) можно уничтожить, используя ракетное оружие.
- Захват цели (англ. Capture Target)

Игра в данном режиме представляет собой вариацию Захвата флага, в которой целью является не флаг, а объект (грузовик, самолёт или здание).
- Захват предмета (англ. Capture Item)

Цель игроков — украсть и принести в обозначенное место какие-либо предметы (секретные документы).

### Классы и оружие
В Day of Defeat игрокам предлагается выбор из реально существующего оружия Второй мировой войны. На каждый класс в игре есть свой набор вооружения, подобранный так, чтобы сохранять игровой баланс сторон. Классы одной игровой стороны располагают одинаковым табельным оружием (нож/лопата, пистолет/револьвер и гранаты) и различаются основным оружием, дающим название классу.
Все классы, когда либо присутствовавшие в DoD, и их оружие представлены в сравнительной таблице ниже:

### Особенности управления
Кроме стандартных для шутеров элементов управления в игре присутствуют и некоторые дополнительные.
- Ускорение (по умолч. Shift)

Ускорение, или спринт, используется, чтобы совершать короткие перебежки с увеличенной в отличие от обычной скоростью. При спринте игрок тратит полоску дыхания, при обнулении которой спринт прекращается, и игрок начинает бежать медленней. Дыхание может быть восстановлено, как при обычном хождении (нормально), так и при передвижениях на корточках (быстрее) и ползком (очень быстро).
- Лечь (по умолч. Z)

В позиции лёжа у игрока при стрельбе меньше разброс и отдача, однако, и скорость передвижения заметно ниже. Находясь в этом положении, игрок может разложить некоторые виды оружия (по умолч. Правая кнопка мыши), что повышает их эффективность. Игрок может встать, нажав на кнопку Лечь, уже находясь в этой позиции. Если же у него разложено оружие, ему необходимо его сложить, что занимает 1-2 секунды.
- Бросить оружие (по умолч. G)

Игрок может сбросить основное (третье) оружие, чтобы подобрать другое, недоступное выбранному классу, в том числе и вражеское. Выбросить можно только основное оружие, на ножи и табельное оружие данное действие не распространяется.
- Подобрать гранату (по умолч. E)

Если нажать на клавишу Использовать, нацелившись на брошенную кем-либо гранату, то солдат подберет её, после чего снаряд необходимо выкинуть. Граната взорвется быстрее обычного, так как часть времени, отведённого на взрыв гранаты (5 секунд), уже прошла, пока гранату кидали. Подбирать разрешено любую, как вражескую, так и свою гранату, но если вовремя её не выкинуть, то она взорвётся у солдата в руке, что приведёт к немедленной смерти. Если с подобранной гранатой вбежать в толпу, то взрыв её покалечит или умертвит каждого, кто был в зоне взрыва.
- Бросить патроны

Изначально в Day of Defeat было две кнопки Бросить патроны. С помощью первой игрок выкидывал коробку патронов для игроков своего класса; нажимая на другую, участник делился боеприпасами для пулемёта. В более поздних версиях на эту команду оставили одну кнопку, и подобрать патроны могли любые однополчане. Чтобы подобрать амуницию, достаточно пройти по ней.
- Перевязка

Если после перестрелки игрок получил почти фатальное ранение, ему было необходимо сделать себе перевязку, чтобы остановить кровотечение. В противном случае, солдат просто умирал спустя некоторое время. В первые же полноценные релизы смертельные ранения включены не были, хотя класс Медик изначально предполагался.

## Оценки
| Сводный рейтинг    | Сводный рейтинг |
| Агрегатор          | Оценка          |
| ------------------ | --------------- |
| GameRankings       | 78,92 %         |
| Metacritic         | 79/100          |
| Иноязычные издания |                 |
| Издание            | Оценка          |
| CGW                | [ 6 ]           |
| Game Informer      | 8,5/10          |
| GameSpot           | 8,1/10          |
| GameZone           | 9/10            |
| PC Gamer (UK)      | 84 %            |
| PC Gamer (US)      | 84 %            |
| X-Play             | [ 12 ]          |
| PC Format          | 70 %            |

По данным агрегатора рецензий Metacritic, Day of Defeat получил «в основном положительные» отзывы от критиков.